# HH. Laurentius- en Elisabethkathedraal
De HH. Laurentius- en Elisabethkathedraal is een rooms-katholiek kerkgebouw aan de Mathenesserlaan te Rotterdam, sedert 1967 zetel van de bisschop van Rotterdam.

## Naam
Aanvankelijk heette de kerk Sint-Elisabethkerk en diende zij als parochiekerk. In 1956 werd het bisdom Rotterdam opgericht. Als kathedraal werd toen de Sint-Ignatiuskerk aan de Westzeedijk gekozen, die werd hernoemd naar de patroonheilige van de stad Rotterdam, Laurentius. Ook de naam van de middeleeuwse Sint-Laurenskerk in Rotterdam, sinds 1572 protestants, verwijst naar deze heilige. In 1967 werd de Sint-Elisabethskerk de kathedraal van het bisdom Rotterdam en kreeg zij haar dubbele naam.

## Bouw en inrichting
De kerk is in Neoromaanse stijl gebouwd naar een ontwerp van Piet Buskens. Het gebouw verrees in twee fasen. In de periode 1906-1908 werden koor, transept en schip gebouwd. Het tweetorenfront kwam tussen 1920 en 1922 tot stand. De linkertoren, 42 meter hoog, heeft drie luidklokken en een koperen piramidedak met groot verlicht kruis. De halfronde koorafsluiting (apsis) heeft een koepelgewelf met schilderingen van Jan Dunselman en diens broer, Kees Dunselman. Daarnaast zijn er twee grote transeptramen van Charles Eyck.  

## Beschadigingen

### Oorlogsschade
Bij het Britse bombardement van 3 oktober 1941 liep de kerk ernstige oorlogsschade op, toen de ingang en het dak en de koepel werden beschadigd. Bij de luchtaanval van 29 november 1944 op het gebouw van de Sicherheitsdienst aan de Heemraadssingel raakte een zijbeuk van de kerk zwaar beschadigd. Na de oorlog is deze en de overige schade hersteld.

### Moderniseringsschade
In 1967 werd het interieur van de kathedraal gemoderniseerd, d.w.z. dat uit onvrede met de voor-conciliaire Kerk de schilderingen van de gebroeders Dunselman, met name in de halfronde koorafsluiting (apsis) naar calvinistisch voorbeeld werden weggekalkt, waardoor de schoonheid van de hele kerkruimte ernstig werd aangetast. Bij de kostbare restauratie van 2010-2011 werd het interieur zoveel mogelijk teruggebracht tot de toestand van voor 1960, zij het dat het in 1964 geïnstalleerde, plompe altaarblok gehandhaafd bleef.